# Učiteljski pevski zbor Emil Adamič
Učiteljski pevski zbor Emil Adamič je bil ustanovljen leta 1925 v Ljubljani in si nadel ime po enem izmed prvih in uspešnih dirigentov Emilu Adamiču. Od leta 2023 zbor vodi Anastasia Banovec. Zbor sestavljajo učitelji iz vse Slovenije.
Med pevci UPZ Emil Adamič so bili mnogi bolj ali manj poznani zborovodje širom po Sloveniji. Trenutno je v Sloveniji kar 48 zborov, ki jih vodijo pevci UPZ-ja.

## Priznanja
- Prvo mesto na mednarodnem tekmovanju v Bad Ischlu od 27. aprila do 30. aprila 2007
- Prvo mesto na prvem evropskem festivalu učiteljskih pevskih zborov v Ostrow Wielkopolski